# خط باریک سرخ (فیلم ۱۹۹۸)
خط باریک سرخ (به انگلیسی: The Thin Red Line) فیلمی در ژانر جنگی به کارگردانی ترنس مالیک است که در سال ۱۹۹۸ منتشر شد. این فیلم که در استرالیا فیلم‌برداری شده از دریافت‌کنندگان جایزهٔ خرس طلایی است. فیلم دربارهٔ جنگ جهانی دوم است و بر پایهٔ رمانی به همین نام است.

## داستان
در سال ۱۹۴۲، سرباز وظیفه فراری ارتش آمریکا «ویت»، از واحد خود فرار کرده و برای زندگی در میان بومیان بی‌خیال ملانزی در اقیانوسیه زندگی می‌کند. وی توسط یک گروهبان «ادوارد ولش» یافت شده و به زندان می‌افتد. ویت نمی‌تواند دوباره به واحد خود بپیوندد، و در عوض مجازات شده است که به عنوان حامل برانکارد برای کارزار آینده فعالیت کند.
گروهان C، گردان ۱، گروهان ۲۷ پیاده، لشکر ۲۵ پیاده به عنوان نیروهای کمکی در کارزار امنیت فرودگاه هندرسون فیلد، جهت به دست آوردن جزیره از ژاپنی‌ها، به جزیره گوادال‌کانال آورده شده‌اند تا مسیر آنها به استرالیا را مسدود کنند. هنگامی که آنها در بند کشتی حمل و نقل نیروی دریایی منتظر می‌مانند، در مورد زندگی خود و حمله بعدی فکر می‌کنند. در میان آنها «بل»، یک افسر سابق متأهل و کاپیتان «جیمز استاروس»، فرمانده حساس در گروه هستند. در جای دیگر کشتی، سرهنگ دوم «تال»، فرمانده پیر گردان، به اهمیت تهاجم فکر می‌کند، که وی آن را آخرین فرصت برای رسیدن به شکوه در جنگ می‌داند.
این گروهان بدون هیچ گونه مخالفتی در گوادالکانال پیاده می‌شود. آنها به داخل جزیره می‌روند و در طول مسیر با بومیان و شواهدی از حضور مداوم ژاپن روبرو می‌شوند. این گروهان به زودی هدف خود را پیدا کرد: «تپه ۲۱۰»، موقعیت اصلی دشمن. ژاپنی‌ها پناهگاه را در بالای تپه قرار داده‌اند، و هر کسی که صعود کند با آتش مسلسل درهم کوبیده می‌شد.
حمله سحرگاه روز بعد آغاز می‌شود. گروه چارلی از تپه بالا می‌رود، اما بلافاصله با آتش سنگین مسلسل دفع می‌شوند. در میان اولین کشته شدگان، یکی از رهبران دسته (یگان رقابتی)، ستوان دوم ویت است. بسیاری از مردان در اثر قتل‌عام پراکنده شدند. یک گروه، جوخه ای به رهبری گروهبان کک، در پشت یک نقطه امن از آتش دشمن پنهان می‌شوند تا در انتظار نیروی کمکی باشند. وقتی به آنها شلیک می‌شود، کک دست به نارنجک می‌زند و به‌طور اتفاقی سنجاق نارنجک را می‌کشد، سپس خود را به عقب می‌اندازد تا تنها کسی باشد که در اثر نارنجک کشته می‌شود. در مقطعی دیگر، گروهبان ولز تلاش می‌کند تا یک سرباز در حال مرگ را نجات دهد، فقط به او مرفین کافی می‌دهد تا بتواند او را به وسیله اتانازی از درد نجات دهد.
«تال» از طریق رادیو به «استاروز» دستور می‌دهد تا به هر قیمتی که شده، پناهگاه ژاپنی‌ها را با حمله تصرف کند. استاروز سرپیچی می‌کند و با بی حالی اظهار می‌دارد که افراد خود را به آنچه مأموریت انتحاری می‌داند متعهد نخواهد کرد. در همین حال، بل (یکی از مردانی که با تیم کک بود) به‌طور پیشاهنگ پنهانی خودش را به نزدیک قله تپه می‌رساند و مخفیانه سنگر ژاپن را ارزیابی می‌کند.

## بازیگران
- شان پن
- جیمز کاویزل
- نیک نولتی
- الیاس کوتیاس
- بن چاپلین
- آدرین برودی
- جان کیوساک
- وودی هارلسون
- جرد لتو
- جان سی ریلی
- جرج کلونی
- جان تراولتا
- جان سوج
- توماس جین
- میراندا اتو
- تیم بلیک نلسون
- کرک اسودو
- دش میهوک
- نیک استال